# Dispositivo a semiconduttore

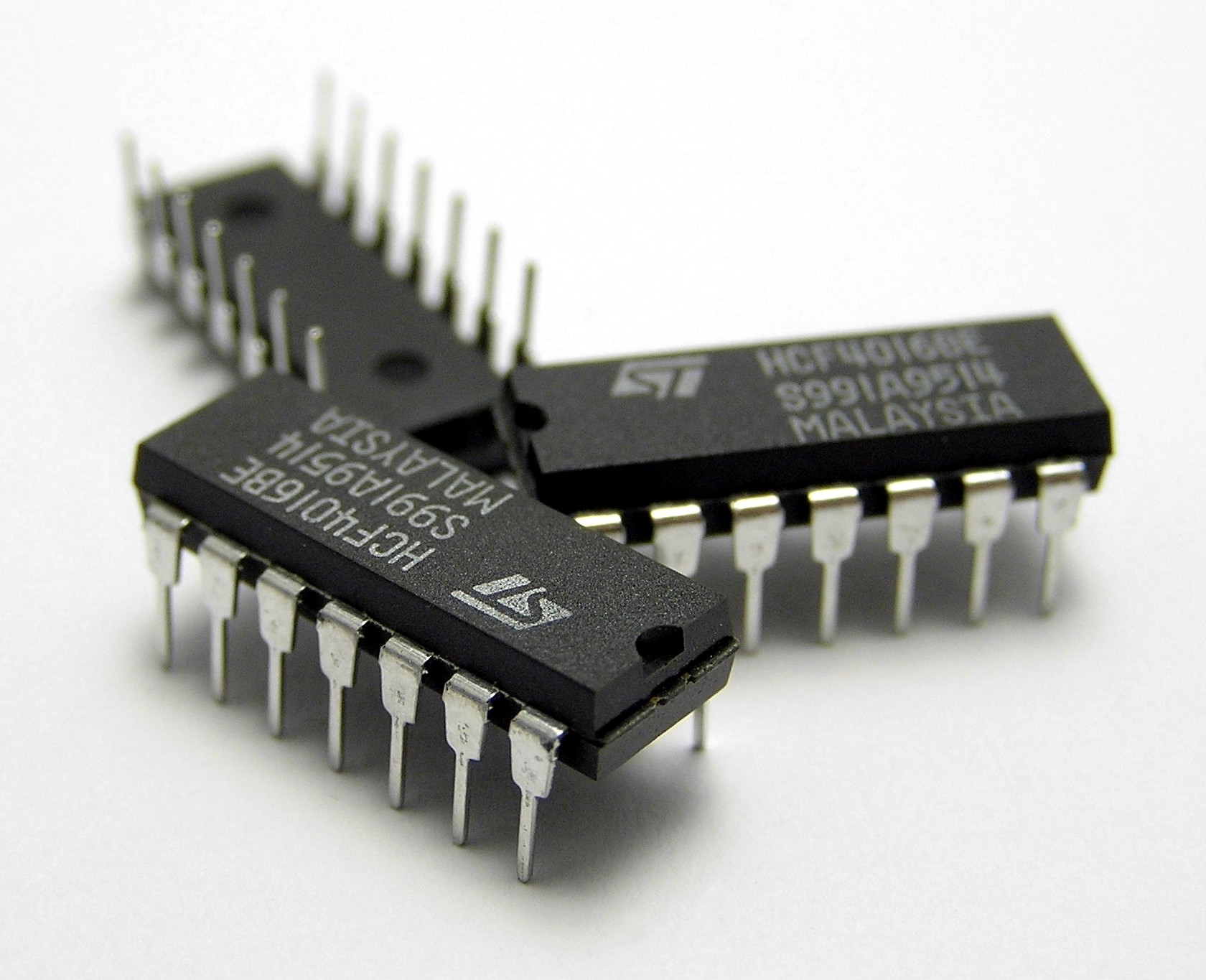
Circuito integrato, esempio di dispositivo a semiconduttore

I dispositivi a semiconduttore sono componenti elettronici che sfruttano le proprietà elettroniche dei materiali semiconduttori, principalmente silicio, germanio e arseniuro di gallio. I dispositivi a semiconduttore hanno rimpiazzato le valvole termoioniche nella maggior parte delle applicazioni. Utilizzano la conduzione degli elettroni nello stato solido, anziché nel vuoto o nello stato gassoso. I dispositivi a semiconduttore sono disponibili come componenti discreti o possono essere integrati insieme a un gran numero, spesso milioni, di dispositivi simili su un singolo chip, chiamato circuito integrato (di cui si usa spesso l'acronimo inglese IC: Integrated Circuit).

## Descrizione

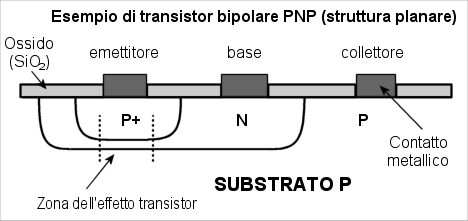
Transistor a giunzione bipolare

Se un semiconduttore è puro e non è sottoposto all'azione di un campo elettrico, permette solo una piccola conduzione di corrente, ed è praticamente un isolante. Il principale motivo per cui i semiconduttori sono così utili è che la conduttività dei semiconduttori può essere modificata con l'aggiunta di impurità (drogaggio), con l'azione di un campo elettrico, con l'esposizione alla luce, o con altri mezzi. Per esempio, il funzionamento dei CCD, le unità base delle fotocamere digitali, risiede nel fatto che la conduttività del semiconduttore cresce con l'esposizione alla luce. Il funzionamento del transistore, che sarà discusso in seguito, dipende dal fatto che la conduttività del semiconduttore può essere aumentata dalla presenza di un campo elettrico.
La conduzione di corrente in un semiconduttore avviene attraverso "elettroni liberi" e "lacune". Le lacune non sono vere particelle; esse rappresentano la mancanza di un elettrone, in un senso che, per essere compreso, richiede alcune conoscenze di fisica dei semiconduttori. Comunque questa mancanza, o lacuna, può essere trattata come la controparte carica positivamente dell'elettrone carico negativamente. In effetti, anche il preciso significato di "elettroni liberi" richiede, per essere compreso, una conoscenza di base della fisica dei semiconduttori. Per comodità, gli "elettroni liberi" sono spesso indicati semplicemente come "elettroni", ma si deve tenere ben presente che la maggioranza degli elettroni in un solido non è libera e non contribuisce alla conduttività.

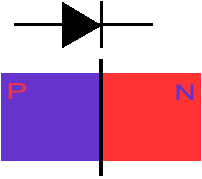
Diodo a giunzione

Se il cristallo di un semiconduttore è perfettamente puro ed è mantenuto ad una temperatura vicina allo zero assoluto senza sollecitazioni (per esempio campi elettrici o luce), non contiene elettroni liberi né lacune, e quindi è un isolante perfetto. A temperatura ambiente, le eccitazioni termiche producono alcune coppie di elettroni liberi e lacune, ma la maggioranza di semiconduttori a temperatura ambiente sono nella pratica isolanti.
Drogare un semiconduttore, come il silicio, con atomi di impurità, come il boro e il fosforo crea un numero non uguale di elettroni liberi e lacune. Alti livelli di drogaggio possono rendere un semiconduttore un buon conduttore. Quando un semiconduttore drogato contiene più lacune rispetto agli elettroni liberi è chiamato di "tipo p", mentre quando contiene più elettroni liberi rispetto alle lacune è chiamato di "tipo n". Il materiale semiconduttore nei dispositivi è quasi sempre accuratamente drogato per scopi ingegneristici. Le giunzioni tra semiconduttori di tipo n e di tipo p, chiamate giunzioni p-n, sono gli elementi fondamentali di molti dispositivi a semiconduttore, come il diodo a giunzione e il transistor a giunzione bipolare.
Anche un campo elettrico può creare un numero diseguale di elettroni liberi e di lacune in un semiconduttore. Questa è la base del funzionamento dei "transistori a effetto campo" (FET: Field Effect Transistor) come il MOSFET. L'esposizione alla luce generalmente crea in un semiconduttore coppie elettrone/lacuna, che cambiano la sua conduttività e consentono la rilevazione della luce.

### Transistori

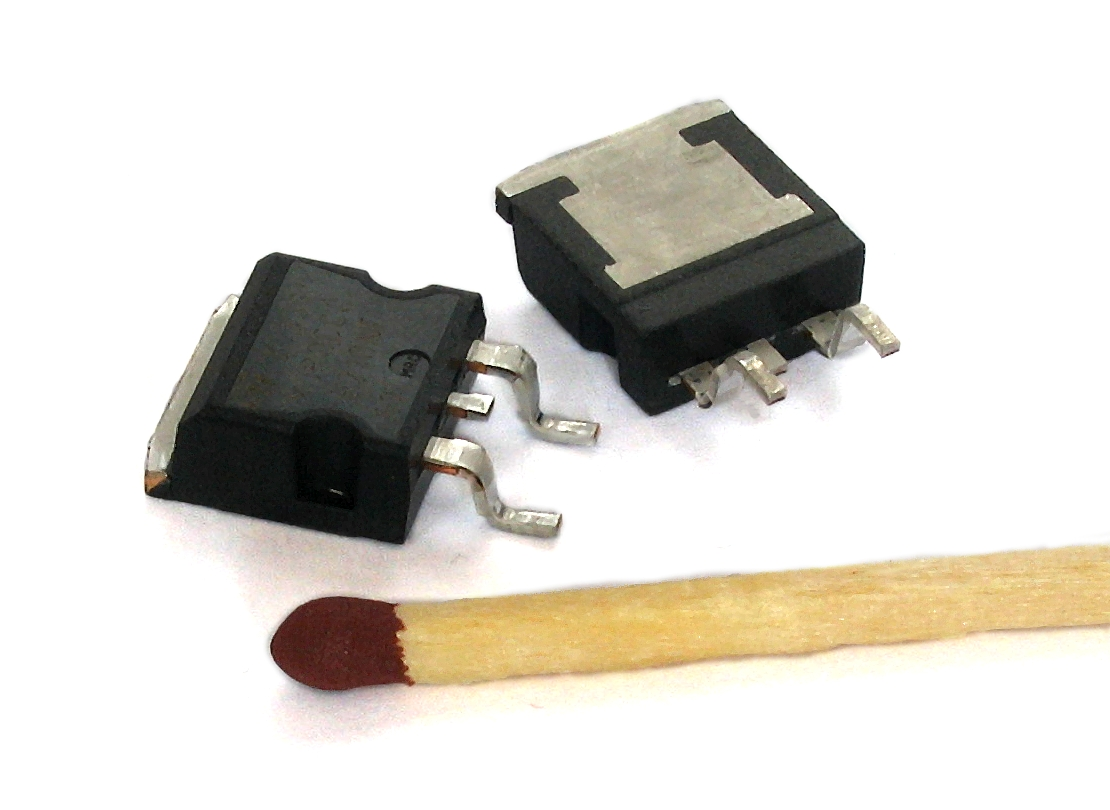
MOSFET

Il più importante dispositivo a semiconduttore in uso oggi è il MOSFET, un tipo di transistore il cui funzionamento risiede su un "gate", da cui si origina un campo elettrico che controlla la conduttività di un "canale". I MOSFET, così come altri tipi di transistori, sono usati come blocchi base delle porte logiche. Il loro ruolo in un microprocessore è per certi versi analogo a quello del neurone nel cervello. Nei circuiti digitali come i microprocessori, i transistori agiscono come interruttori aperti-chiusi; nel MOSFET, per esempio, la tensione di comando del gate determina se l'interruttore è aperto o chiuso.
I transistori sono fondamentali anche nei circuiti analogici. I transistori usati in ambito analogico non si comportano come interruttori aperti-chiusi, ma ad ingressi variabili in modo continuo rispondono con uscite anch'esse variabili in modo continuo. Per esempio, i transistori sono la base degli amplificatori, i quali producono in uscita un segnale amplificato ma comunque identico (idealmente) all'ingresso. Per anni il transistore bipolare, o BJT, è stato il transistore di riferimento per i circuiti analogici. Tuttavia, il MOSFET ha caratteristiche nettamente migliori per i circuiti digitali, e poiché è difficile integrare BJT e MOSFET su un singolo chip, i MOSFET sono oggi comunemente usati sia per applicazioni digitali che analogiche.

### Altri dispositivi a semiconduttore

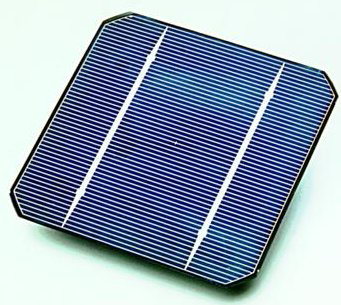
Cella solare

Transistor a giunzione bipolare

Il transistore è il dispositivo a semiconduttore più importante, ma ci sono decine di altre famiglie di dispositivi a semiconduttore. Alcuni dei più importanti dispositivi a semiconduttore di corrente uso sono:
- Dispositivi a due terminali:
  - diodo a semiconduttore
  - diodo Zener
  - LED (Light-emitting diode: diodo a emissione di luce)
  - diodo PIN
  - diodo Schottky
  - diodo a valanga
  - diodo laser
  - DIAC
  - Cella solare
  - Vertical Cavity Surface Emitting Laser (VCSEL)
- Dispositivi a tre terminali:
  - transistor bipolare (BJT)
  - transistor ad effetto di campo (FET)
  - transistor Darlington
  - Insulated Gate Bipolar Transistor (IGBT)
  - tiristore o SCR
  - Triac
  - Transistore unigiunzione
  - Gate Turn Off o GTO
- Dispositivi a quattro terminali:
  - sensore a effetto Hall (sensore di campo magnetico)[1]
- Dispositivi a molti terminali (la lista sarebbe lunga; i principali):
  - Charge Coupled Device (CCD)
  - Charge Injection Device (CID)
  - Microprocessori
  -  Random access memory (RAM)
  -  Read only memory (ROM)

## Dispositivi a semiconduttore discreti

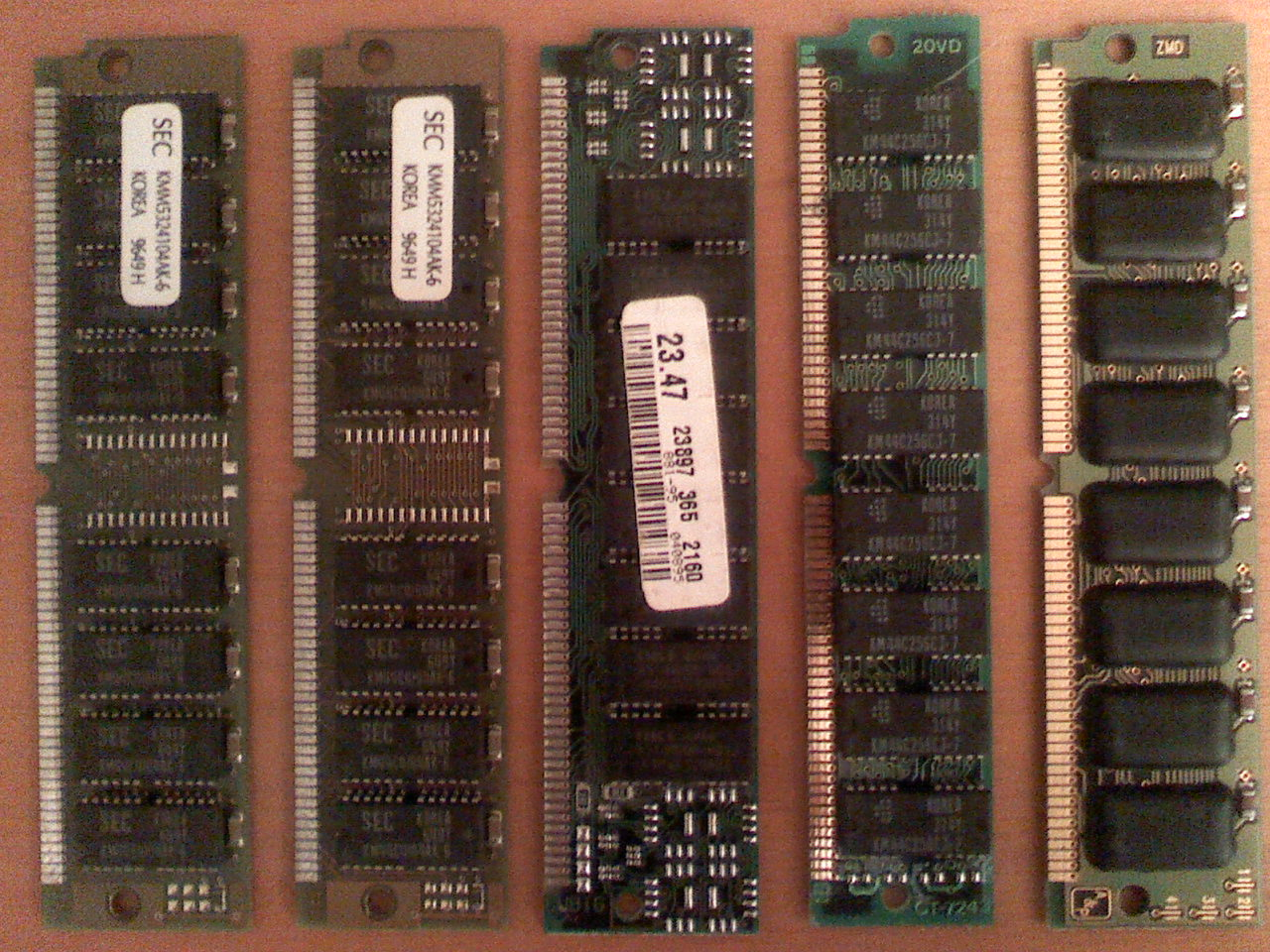
RAM

L'identificazione dei dispositivi a semiconduttore discreti è spesso dipendente dal produttore. Tuttavia ci sono stati tentativi di creare degli standard per i codici identificativi, e un sottoinsieme di dispositivi li segue. Per i componenti discreti, per esempio, ci sono tre standard: JEDEC JESD370B negli USA, Pro Electron in Europa e Jis in Giappone.